# لويس دبليو. باول
لويس دبليو. باول (بالإنجليزية: Lewis W. Powell)‏ هو سياسي أمريكي، ولد في 18 أكتوبر 1882، وتوفي في 25 مايو 1942. حزبياً، نشط في الحزب الجمهوري. وقد انتخب عضو جمعية ولاية ويسكونسن.